# Жале
Жале (на френски: Jalhay) е селище в Югоизточна Белгия, окръг Вервие на провинция Лиеж. Населението му е около 8000 души (2006).